# ЛГБТ-кинофестиваль в Сиэтле

Логотип 16-го кинофестиваля

ЛГБТ-кинофестиваль в Сиэтле (англ. Seattle Lesbian & Gay Film Festival) — американский кинофестиваль в Сиэтле, штат Вашингтон. Проходит ежегодно в октябре, начиная с 1996 года. Продвигается и проводится некоммерческой организацией Three Dollar Bill Cinema, деятельность которой направлена на популяризацию Нового квир-кино. Фестиваль создан, как площадка, в рамках которой режиссёры фильмов на ЛГБТ-тематику имеют возможность представлять их на суд зрителя и обсуждать с аудиторией кинофорума. В 2011 году прошла 16-я по счёту ежегодная церемония.

## Награды
На фестивале присуждаются:
- «Премия жюри» в номинациях: лучший игровой фильм, лучший документальный фильм, лучший короткометражный фильм.
- «Приз зрительских симпатий», которым награждаются: художественный фильм, документальный фильм, короткометражный фильм на гей-тематику, короткометражный фильм на лесбийскую тематику и короткометражный фильм на тематику трансгендерности.